# خیانت به تو
«خیانت به تو» (انگلیسی: Cheating on You) آهنگ از خواننده آمریکایی چارلی پوث که ۲ اکتبر ۲۰۱۹ منتشر شد.